# Arnaud de Comps
Arnaud de Comps est le quatrième supérieur de L'Hospital de l'ordre de Saint-Jean de Jérusalem en 1162 ou en 1163.

## Biographie
Arnaud de Comps est aujourd'hui considéré comme un maître de l'ordre n'ayant jamais existé, son nom étant apparu dans les listes chronologiques placées en tête des statuts mais l'on continue à garder son rang dans les listes des grands maîtres.

## Sources bibliographiques
- Nicole Bériou (dir. et rédacteur), Philippe Josserand (dir.) et al. (préf. Anthony Luttrel & Alain Demurger), Prier et combattre : Dictionnaire européen des ordres militaires au Moyen Âge, Fayard, 2009, 1029 p. (ISBN 978-2-2136-2720-5, présentation en ligne)
- Bertrand Galimard Flavigny, Histoire de l'ordre de Malte, Paris, Perrin, 2006